# Namling, Shigatse
Namling är ett härad i prefekturen Shigatse i den autonoma regionen Tibet i Folkrepubliken Kina. 
Befolkningen var 74 930 invånare 2010.
Namling omfattar de tre dalarna Oyukdalen, Tobgyetdalen och Shangdalen. Floderna går samman i Tsangofloden, längre nedströms benämnd Brahmaputra. 
Namlings härads landsbygdsskolprojekt är ett ambitiöst privatfinansierat utvecklingsprojekt för att bygga och driva grundskolor i byar i häradet, 53 skolor (2013), vilket initierades 1991 av Tashi Tsering. 